# 霍赫海姆
霍赫海姆（德語：Hochheim，發音：[ˈhoːxˌhaɪm] ⓘ）是德国图林根州哥达县曾经的一个市镇，面积7.67平方千米，2017年12月31日人口为446人。2019年1月1日，霍赫海姆与邻近的10个市镇合并为新市镇内瑟塔尔。